# Piedra de Istria

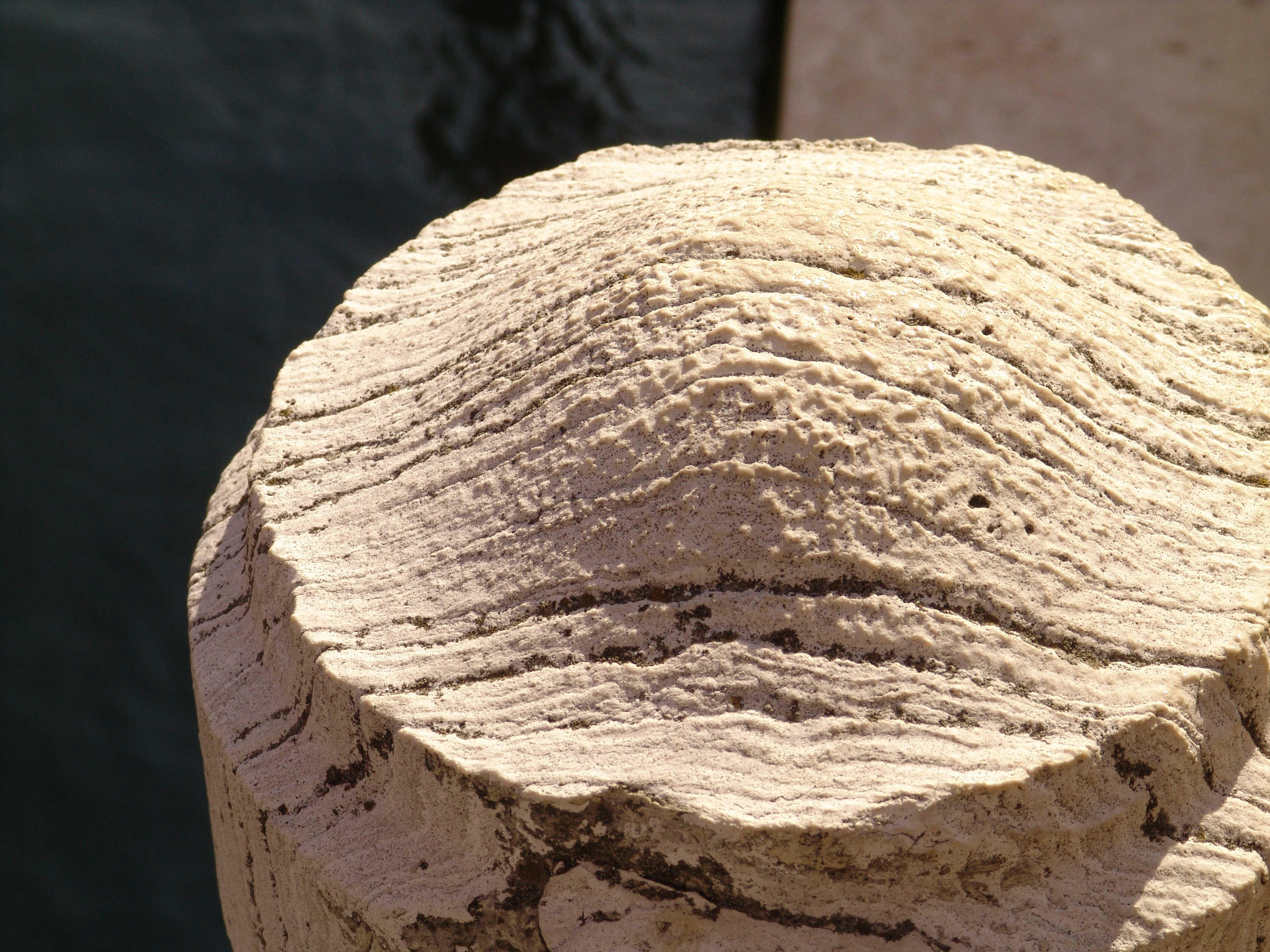
Piedra de Istria en Venecia.

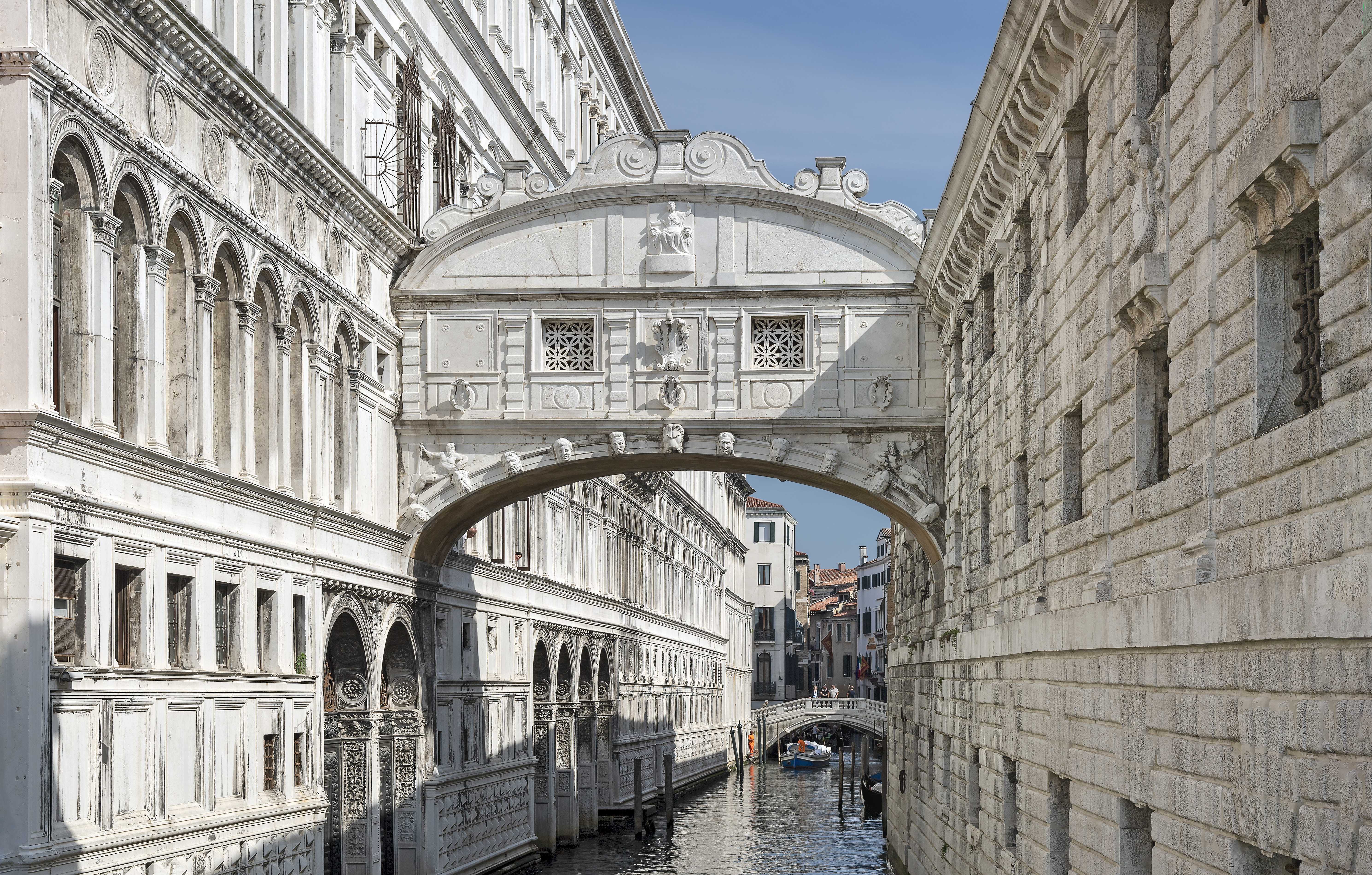
El Puente de los Suspiros.

La piedra de Istria (en italiano: pietra d'Istria) es una roca caliza compacta microcristalina con baja porosidad, proveniente precisamente de la península istriana, entre Portorož y Pula, y característica de los sillares de la arquitectura de Venecia, Istria  y Dalmacia.
La caliza es una roca sedimentaria carbonática de origen biológico compuesta por carbonato de calcio procedente de los restos y conchas de criaturas marinas depositados durante miles de años. La piedra de Istria tiene una resistencia a la compresión y una densidad cercana a la del mármol, que es una caliza metamórfica.
Recién extraída de la cantera se presenta de color blanco (con matices variables del rosa al verde claro), pero con la exposición a los agentes atmosféricos tiende a asumir un color gris pálido. Se caracteriza por una alta densidad y una baja porosidad (similar a la de un pórfido), una alta resistencia a la compresión (1350 kg/cm²) y una alta velocidad de transmisión del sonido. A pesar de su elevada resistencia a la corrosión salina, esta caliza está sujeta a fenómenos de alteración por sulfatación, proceso común a muchas rocas compuestas por carbonatos expuestas al dióxido de azufre presente en el aire contaminado.
Se extrae principalmente en las canteras de Montauro en la región de Rovigno, de donde se extraen 700 000 m³ de piedra. Otras zonas de extracción están en los alrededores de las ciudades de Parenzo y Pula.
La piedra de Istria está estrechamente relacionada con la urbanización de la ciudad de Venecia. Su importación, especialmente desde la cantera de Orsera, se inició con la anexión a la República de Venecia de las ciudades de Istria entre 1267 y 1335. Los venecianos la han utilizado ampliamente en las estructuras y revestimientos de pavimentos, puentes, canales, casas, iglesias y palacios hasta finales del siglo XVIII. En escultura, la piedra de Istria se utilizó en particular durante el período gótico, en lugar de las numerosas obras de mármol de la época véneto-bizantina. A principios del siglo XIV se esculpió en piedra de Istria un león alado, símbolo de la potencia veneciana. El descubrimiento de un brocal en Calcide (Grecia) muestra como la piedra de Istria trabajada por los canteros venecianos se exportaba hacia el este del Mediterráneo.
Venecia, aislada en su laguna, no tenía ninguna piedra de edificación a mano. La piedra de Istria recién extraída es de color blanco sal o amarillo claro, que con el tiempo pasa a ser gris pálido; la blancura de la piedra de Istria contrasta bien con piedras con color y ladrillos. Cuando Francesco, hijo del arquitecto Jacopo Sansovino, escribió Venetia citta nobilissima et singolare (1580) destacó la característica cualidad que la piedra de Istria y la caliza roja brocatello de Verona (el llamado mármol veronés) habían conferido a la ciudad. Según Sansovino, se transportaba desde Rovigno y Brioni en la costa de Istria.
La piedra de Istria es la piedra más usada históricamente en las construcciones de prestigio de la ciudad de Ancona; está sustituida en los otros casos con la caliza del Monte Conero, que tiene el mismo color.

## Galería de imágenes

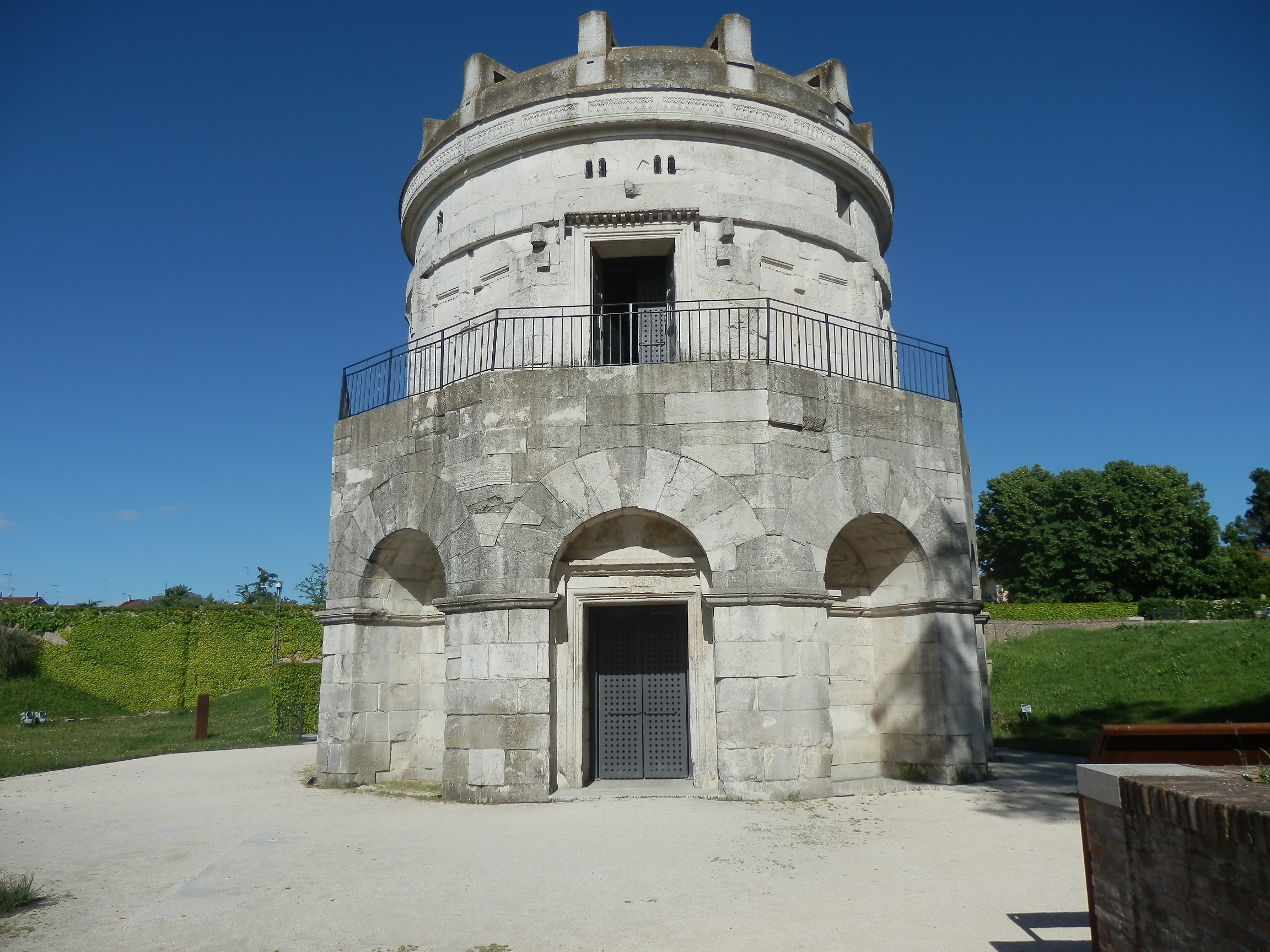
El Mausoleo de Teodorico de Rávena.
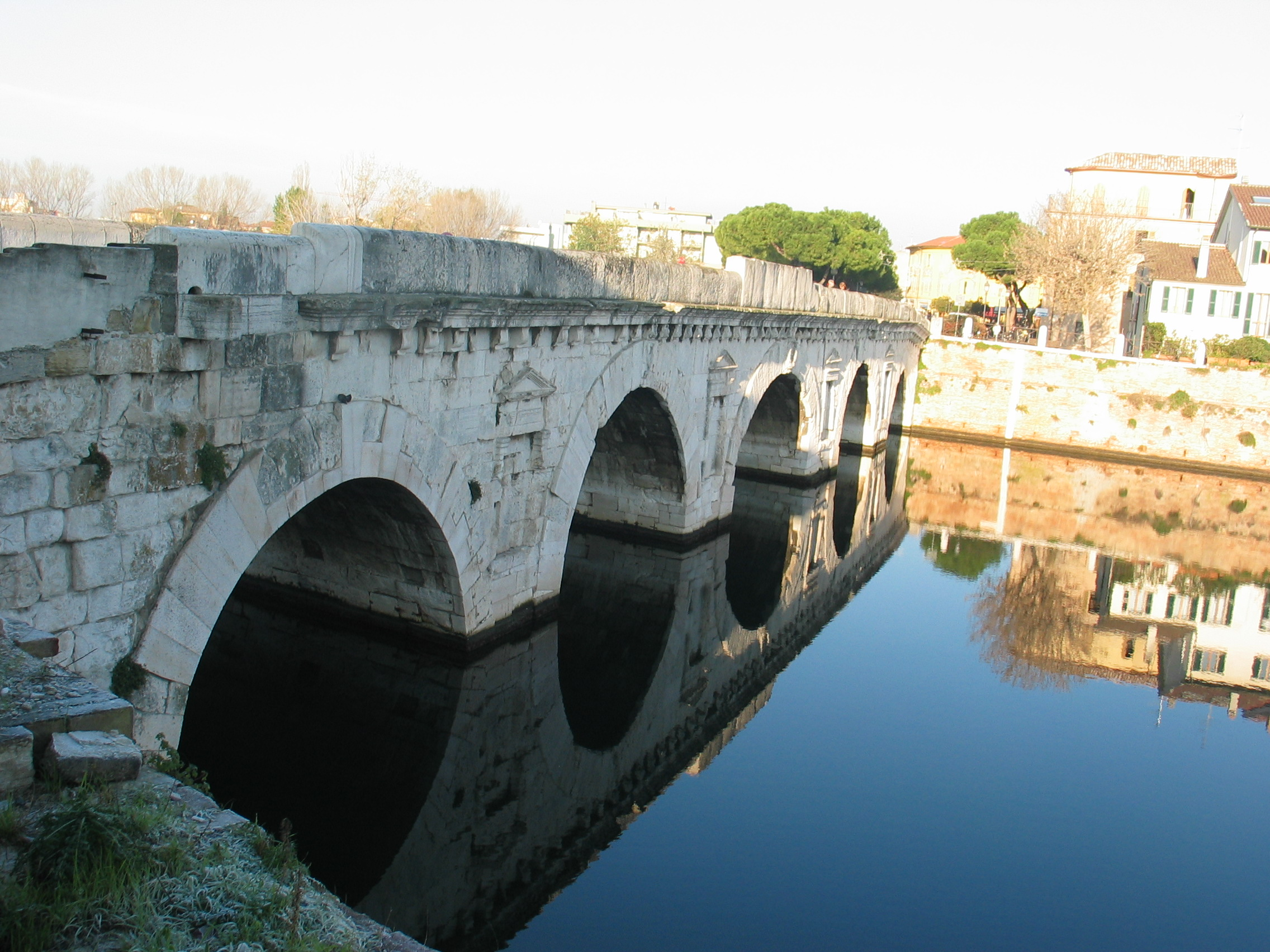
El Puente de Tiberio de Rímini.
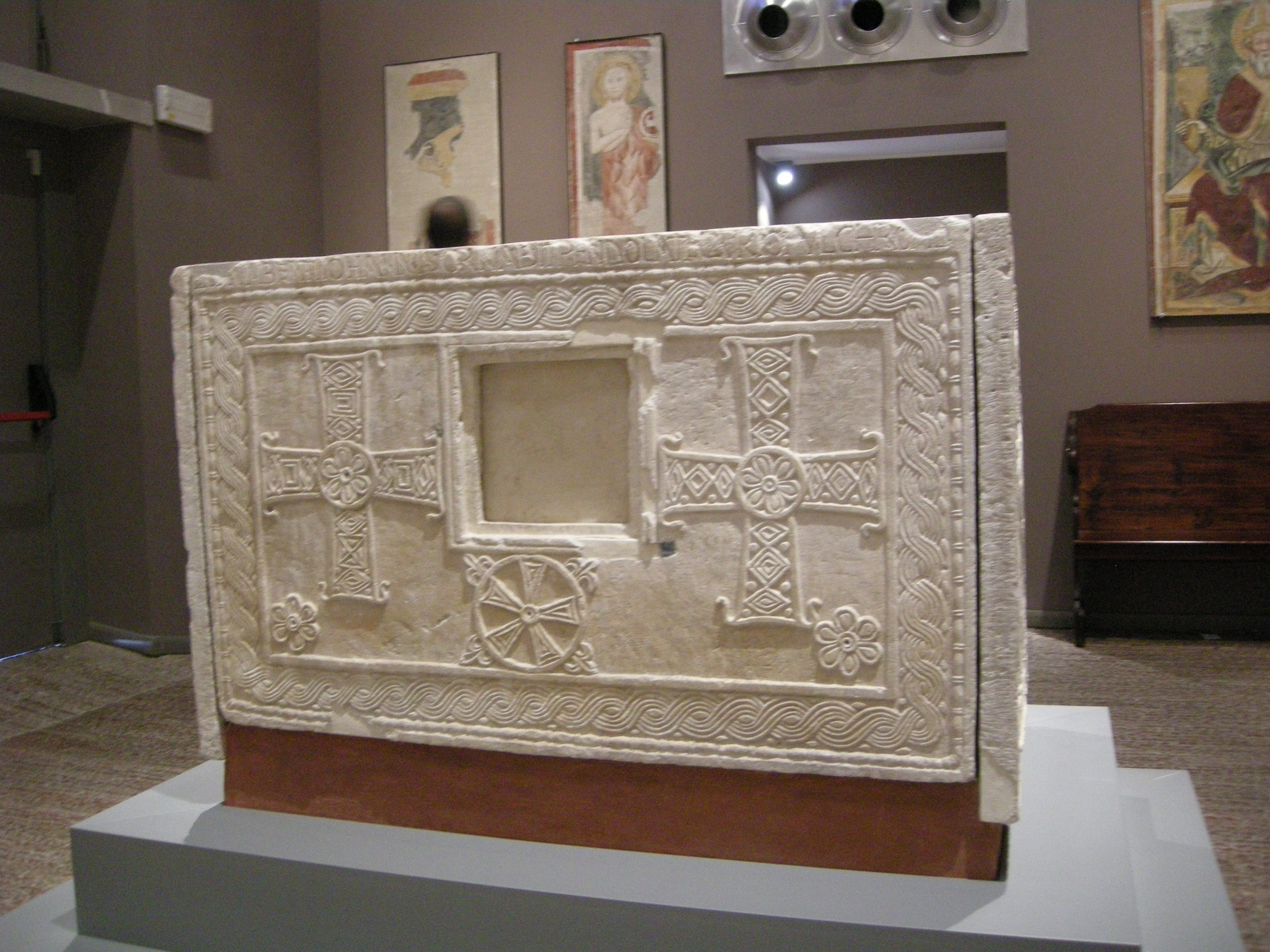
El Altar del duque Rachis de Cividale del Friuli.
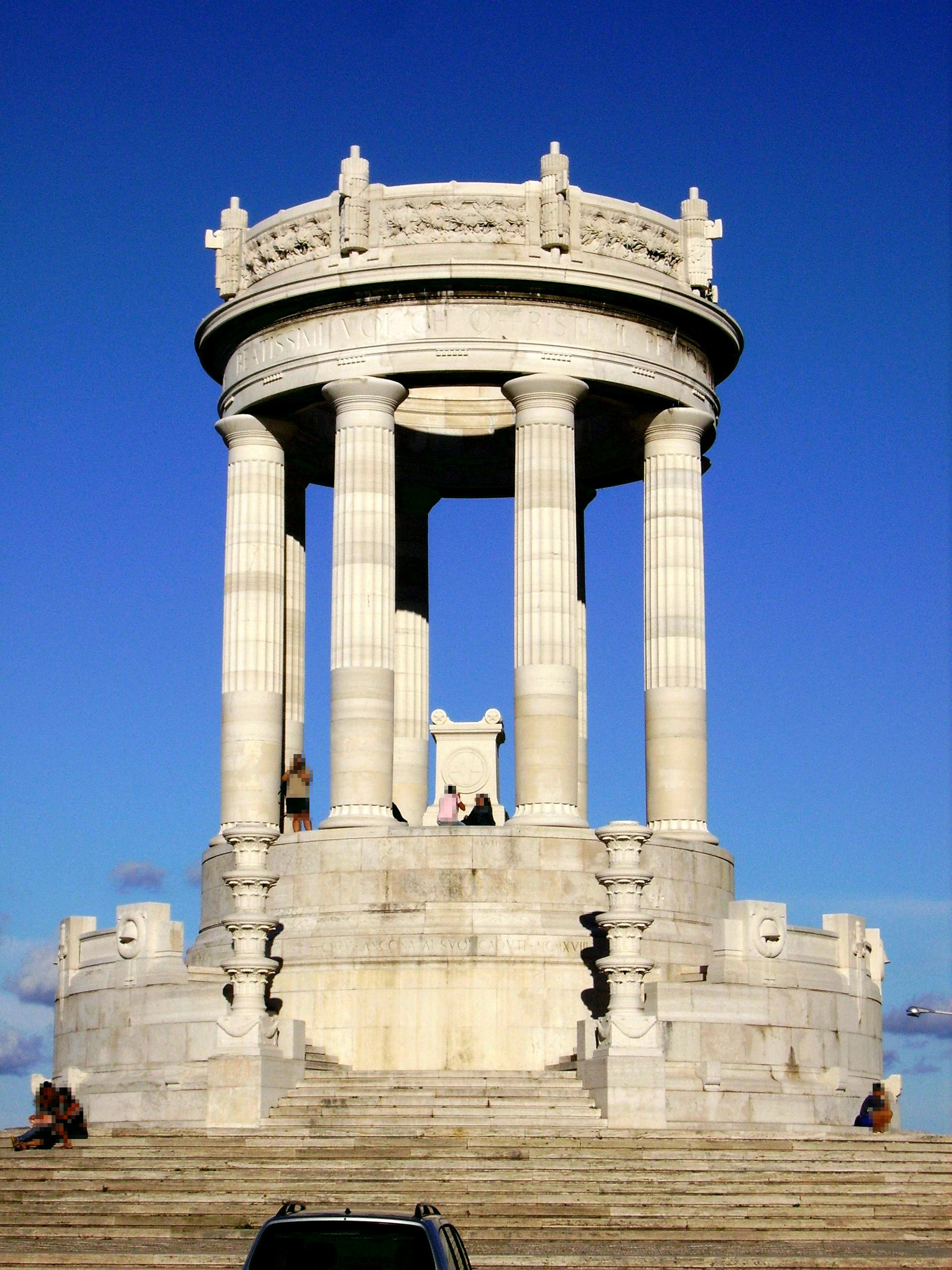
El Monumento a los Caídos de Ancona.
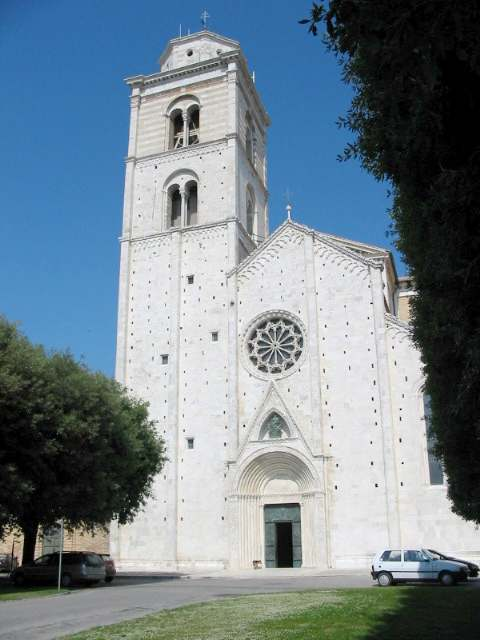
El Duomo de Fermo.
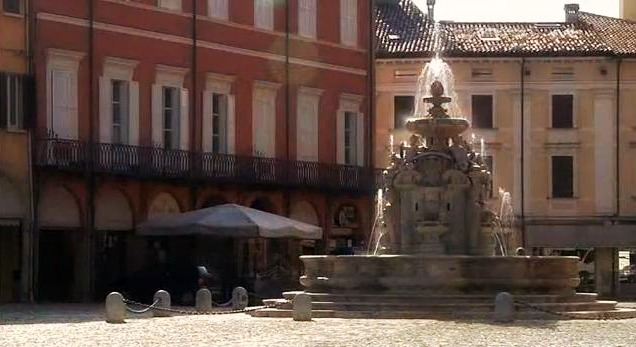
La Fontana Masini de Cesena.